# گوش‌چهارخونه‌ای
گوش‌چهارخونه‌ای (به مجاری: A kockásfülű nyúl) یک انیمیشن مجارستانی ۲۶ قسمتی برای کودکان اثر پانونیا فیلم‌استودیو است که از ۲۶ اوت ۱۹۷۷ پخش شد. کاراکتر اصلی این مجموعه یک خرگوش با گوش‌های چهارخانه بود که توسط نویسنده و گرافیست تحسین شده ادبیات کودک ورونیکا مارک و انیماتور زولت ریچلی خلق شد. این کاراکتر به سرعت به یکی از محبوب‌ترین کاراکترهای انیمیشن مجارستانی تبدیل شد.
انیمیشن گوش‌چهارخونه‌ای از صدا و سیمای ایران پخش شد.